# Paul Hunter (Snookerspieler)
Paul Alan Hunter (* 14. Oktober 1978 in Leeds; † 9. Oktober 2006 in Huddersfield, Yorkshire) war ein britischer Snookerspieler.

## Leben
Hunter schaffte schon im Alter von 17 Jahren den Sprung in die Profiklasse und machte in seiner Debütsaison insbesondere mit dem Einzug ins Halbfinale der Welsh Open 1996 auf sich aufmerksam.
Nachdem er während eines Turniers positiv auf Cannabis getestet worden war, wurde er mit einer Geldstrafe und mit Punktabzug in der Snookerweltrangliste bestraft. Trotzdem gewann er dann 1998 bei den Welsh Open das erste Ranglistenturnier seiner noch jungen Karriere durch einen 9:5-Finalerfolg über John Higgins.
Nach weiteren guten Ergebnissen – unter anderem erreichte er 1998 das Halbfinale der UK Championship –, gelang ihm zur Saison 1999/2000 erstmals der Sprung unter die Besten 16 der Snookerweltrangliste. Zudem wurde er als Young Player of the Year ausgezeichnet.
Die erfolgreichste Phase seiner Karriere hatte er zu Beginn des neuen Jahrtausends. Dreimal (2001, 2002 und 2004) konnte er das Masters, das wichtigste Einladungsturnier im Snooker, gewinnen. Außerdem gewann er 2002 seinen zweiten Titel bei den Welsh Open und mit den British Open ein weiteres Ranglistenturnier. Sein bestes Abschneiden bei einer Snookerweltmeisterschaft erzielte er 2003 mit dem Erreichen des Halbfinales.
Vor allem dank seiner spektakulären Comebacks im Laufe eines Matches zählte Hunter zu den größten Publikumslieblingen im Snooker. Beispielhaft war seine Aufholjagd beim Masters 2004, als er sich nach einem 2:7-Rückstand im Finale gegen Ronnie O’Sullivan noch mit 10:9 durchsetzen konnte. Darüber hinaus machte er sich durch seine meist extravaganten Frisuren einen Namen, die zu Vergleichen mit dem ebenso populären Fußballer David Beckham anregten.
Im März 2005 wurden bei Paul Hunter mehrere bösartige Karzinoide im Dünndarm entdeckt. Hunter nahm trotzdem an der Weltmeisterschaft im April teil, verlor dort aber sein Erstrundenmatch. Eine erste Chemotherapie schlug nicht an, weshalb er die Behandlung wiederholen musste. Auch in der folgenden Saison nahm er an allen Weltranglistenturnieren teil, wozu ihn sein Platz in den Top 16 berechtigte. Aufgrund der Nebenwirkungen der Chemotherapie (u. a. Sehprobleme und taube Gliedmaßen) gewann Hunter aber in der gesamten Saison 2005/06 nur wenige Spiele und fiel in der offiziellen Weltrangliste aus den Top 32.
Nach einem erneuten Krankheitsrückfall musste er sich einer dritten Chemotherapie unterziehen, so dass er die Teilnahme an der Saison 2006/07 absagte. Zuvor hatte die World Snooker Association ihre Satzung geändert: Spieler konnten nun bei ernsthaften Erkrankungen ihre Saisonplatzierung und -punktzahl einfrieren lassen. Dadurch hätte Hunter wieder als Nummer 34 der Welt antreten können.
Am 9. Oktober 2006 erlag er jedoch seinem Krebsleiden.
Paul Hunter war seit 2004 mit Lindsey Fell verheiratet, ihre gemeinsame Tochter kam am 26. Dezember 2005 zur Welt. Nach seinem Tod schrieb seine Frau Lindsey ein Buch über ihr Leben, ihre Liebe und ihren Kampf gegen die Krebserkrankung. Das Buch erschien im September 2007 in englischer Sprache unter dem Titel Unbreakable. 2009 erschien die deutsche Übersetzung bei Bertelsmann unter dem Titel Mein wunderbares Leben mit Paul.

## Ehrungen
Ihm zu Ehren wurden die Fürth German Open in Paul Hunter Classic umbenannt. Auch der Newcomerpreis der WPBSA trägt nun seinen Namen. Seit dem Jahr 2017 trägt die Trophäe des Masters den Namen Paul Hunter Trophy. Diese Ehrung war laut Barry Hearn 10 Jahre nach Paul Hunters Tod lange überfällig. Ronnie O’Sullivan widmete seinen Sieg bei den Masters 2017 Paul Hunter. Er erklärte dazu, dass ein Spieler, der soviel für den Sport getan habe wie Hunter, zu Recht seinen Namen für den Pokal gebe.

## Turniersiege

### Ranglistenturniere
- Welsh Open – 1998, 2002
- British Open – 2002

### Einladungsturniere
- Masters – 2001, 2002, 2004

### Sonstige (Auswahl)
- Grand Prix Fürth – 2004